# Summertime Clothes
Summertime Clothes – drugi singel zespołu Animal Collective z ich ósmego albumu Merriweather Post Pavilion, wydany 29 czerwca (UK)/7 lipca (USA) 2009 roku. Oficjalny teledysk opublikowano 10 czerwca. Początkowo utwór nosił tytuł „Bearhug”. Użyty został między innymi w grze wideo „Skate 3”.

## Lista utworów
1. Summertime Clothes (Album Version) - 4:33
2. Summertime Clothes (Dâm-Funk Remix) - 5:38
3. Summertime Clothes (Leon Day AKA L.D. Remix) - 6:20
4. Summertime Clothes (Zomby's Analog Lego Mix) - 3:49